# Ī̱
Ī̱ (minuscule : ī̱), appelé I macron macron souscrit, est une lettre latine utilisée dans l’écriture du kiowa.

## Utilisation
En kiowa écrit avec l’orthographe McKenzie, le ‹ Ī̱, ī̱ › représente le même son que la lettre I, le macron souscrit indiquant la nasalisation et le macron suscrit indiquant une voyelle longue.

## Usage informatique
Le I macron macron souscrit peut être représenté avec les caractères Unicode suivants : 
- composé et normalisé NFC (latin étendu A, diacritiques) :

| formes    | représentations | chaînes de caractères | points de code | descriptions                                                 |
| --------- | --------------- | --------------------- | -------------- | ------------------------------------------------------------ |
| capitale  | Ī̱               | Ī◌̱                    | U+012A U+0331  | lettre majuscule latine i macron diacritique macron souscrit |
| minuscule | ī̱               | ī◌̱                    | U+012B U+0331  | lettre minuscule latine i macron diacritique macron souscrit |

- décomposé et normalisé NFD (latin de base, diacritiques) :

| formes    | représentations | chaînes de caractères | points de code       | descriptions                                                             |
| --------- | --------------- | --------------------- | -------------------- | ------------------------------------------------------------------------ |
| capitale  | Ī̱               | I◌̱◌̄                   | U+0049 U+0331 U+0304 | lettre majuscule latine i diacritique macron souscrit diacritique macron |
| minuscule | ī̱               | i◌̱◌̄                   | U+0069 U+0331 U+0304 | lettre minuscule latine i diacritique macron souscrit diacritique macron |